# Клаус Баргштен
Клаус Генріх Баргштен (нім. Klaus Heinrich Bargsten; 31 жовтня 1911, Бад-Ольдесло — 13 серпня 2000, Бремен) — німецький офіцер-підводник, капітан-лейтенант крігсмаріне. Кавалер Лицарського хреста Залізного хреста.

## Біографія
Плавав на кораблях торгового флоту. 3 квітня 1936 року вступив у ВМФ. В квітні 1939 року переведений в підводний флот. Спочатку плавав на підводному човні U-6, а потім був переведений на U-99, яким командував Отто Кречмер. В січні 1941 року отримав відпустку. З 27 березня 1941 по 15 березня 1942 року командував U-563, на якій зробив 2 бойових походи (разом 71 день в морі). 3 червня 1942 року призначений командиром U-521, на якому здійснив 3 походи, провівши в морі в цілому 172 дні. 2 червня 1943 року човен був потоплений в Північній Атлантиці північно-східніше Норфолка (37°43′ пн. ш. 73°16′ зх. д.) глибинними бомбами американського патрульного катеру USS PC-565. З 52 членів екіпажу вижив лише Баргштен і він був взятий в полон. В 1946 році повернувся на батьківщину.
Всього за час бойових дій потопив 5 кораблів загальною водотоннажністю 22 171 тонна.
| Дата             | Назва корабля     | Тип                   | Тоннаж | Вантаж | Екіпаж | Загинули | Країна             | Ковной |
| ---------------- | ----------------- | --------------------- | ------ | --- | ------ | -------- | ------------------ | ------ |
| 24 жовтня 1941   | HMS Cossack (F03) | Ескадрений міноносець | 1,870  | | 219    | 159      | Британська імперія | HG-75  |
| 2 листопада 1942 | Hartington        | Торговий пароплав     | 5,496  | 8000 тонн пшениці і 6 танків як палубний вантаж                                                                              | 48     | 24       | Британська імперія | SC-107 |
| 3 листопада 1942 | Hahira            | Паровий танкер        | 6,855  | 8985 тонн (63 000 барелів) мазуту                                                                                            | 56     | 3        | США                | SC-107 |
| 8 лютого 1943    | HMS Bredon (T223) | Протичовновий траулер | 750    | | ?      | 43       | Британська імперія | Gibr-2 |
| 18 березня 1943  | Molly Pitcher     | Торговий пароплав     | 7,200  | 5600 тонн генеральних вантажів, включаючи цукор, каву, вибухівку, вугілля, трактори, вантажівки, автомобілі швидкої допомоги | 70     | 4        | США                | UGS-6  |

## Звання
- Кандидат в офіцери (3 квітня 1936)
- Фенріх-цур-зее (1 липня 1936)
- Оберфенріх-цур-зее (1 січня 1938)
- Лейтенант-цур-зее (1 квітня 1938)
- Оберлейтенант-цур-зее (1 жовтня 1939)
- Капітан-лейтенант (1 серпня 1942)

## Нагороди
- Залізний хрест
  - 2-го класу (23 липня 1940)
  - 1-го класу (25 вересня 1940)
- Нагрудний знак підводника (10 серпня 1940)
- Лицарський хрест Залізного хреста (30 квітня 1943)